# Matias Chiacchio
Matias Alejandro Chiacchio (* 13. květen 1988, Necochea) je bývalý argentinský fotbalista.

## Hráčská kariéra
Chiacchio začal svou kariéru ve mládežnickém družstvu Atlética Madrid. Z klubu přestoupil do mládežnického týmu Lecca, v roce 2005 debutoval za A-tým, který hrál Serii C. Za Lecco odehrál 19 zápasů. Ciacchio dále hrál za Lyon, Alavés a Noju.